# Castanopsis densispinosa
Castanopsis densispinosa là một loài thực vật có hoa trong họ Fagaceae. Loài này được Y.C.Hsu & H.Wei Jen mô tả khoa học đầu tiên năm 1975.